# Однополые браки в Нидерландах
Однополые браки в Нидерландах были легализированы 1 апреля 2001 года. При этом Нидерланды стали первой страной в мире, предоставляющей право однополым парам заключать брак, наделяя их при этом равными правами с разнополыми парами во всех аспектах семейной жизни, включая возможность усыновления детей. До этого в стране с 1998 года действовал закон о зарегистрированных партнёрствах. В Нидерландах существуют три формы признанных отношений: брак (trowen), зарегистрированное партнерство (geregestreerd partnerschaap) и совместное проживание (samenwonen).

## История вопроса
В середине 80-х годов группа гей-активистов во главе с Хенком Кролом (главным редактором печатного гей-издания), обратилась к правительству с просьбой разрешить в стране однополые браки. В ответ на это в 1995 году парламент решил создать специальную комиссию для изучения возможности придать легальный статус однополым бракам. В этот период впервые в демократической истории Голландии партия Христианских демократов не были частью правящей коалиции. В 1997 году комиссия, завершив свою работу, пришла к выводу, что в стране стоит ввести гражданские браки для однополых пар.

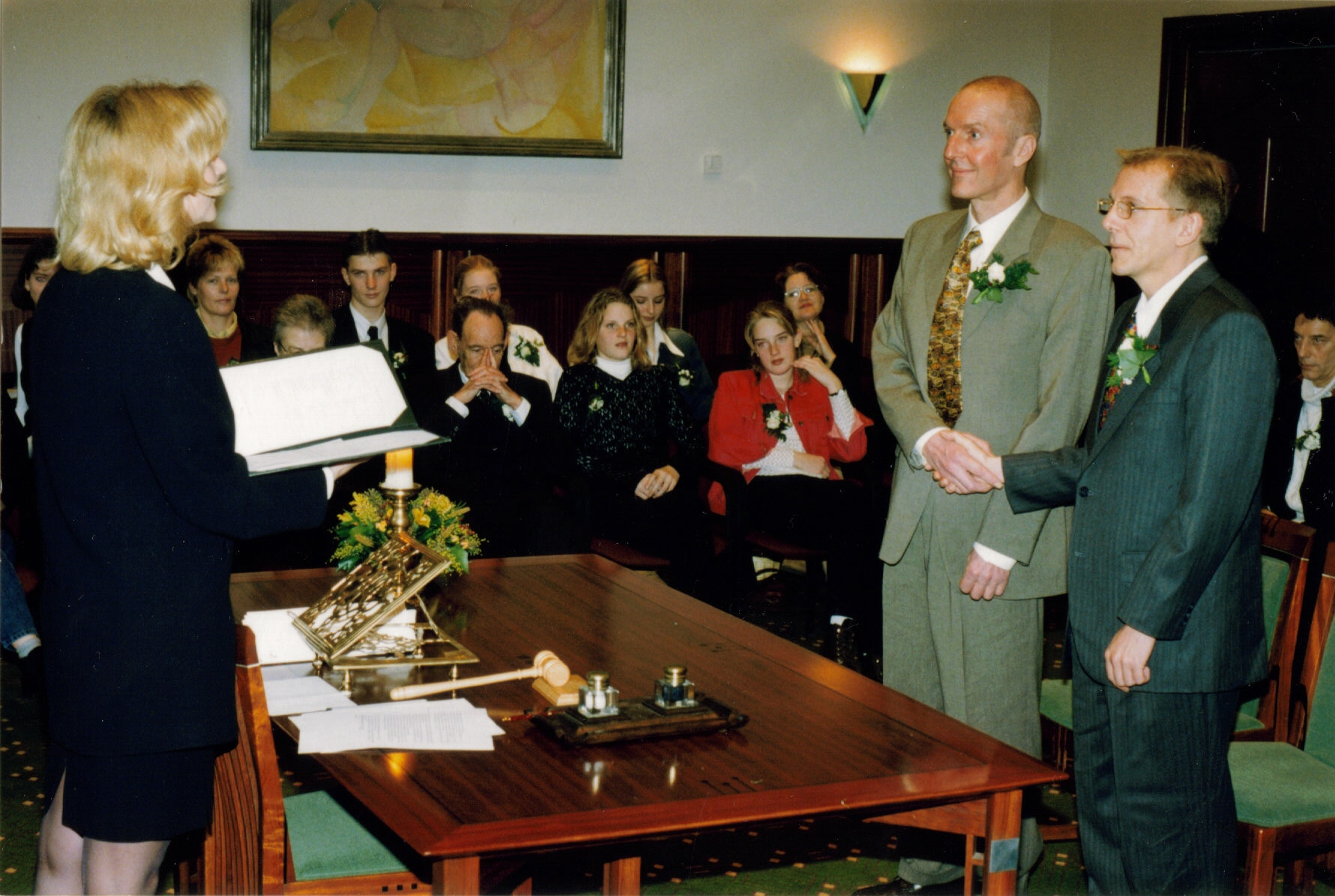
Двое мужчин, вступающих в брак несколько дней спустя принятия закона. Амстердам, Нидерланды.

После выборов 1998 года правительство обещало вплотную заняться этой задачей. 1 января 1998 года в Нидерландах вступил в силу закон о зарегистрированных партнёрствах, что имело целью дать право однополым парам юридически оформить свои отношения. Тем не менее, также и разнополые пары могли заключать подобного рода союзы, поэтому в период с 1998 по 2001 год из числа всех зарегистрированных партнёрств, одна треть принадлежит разнополым парам. С юридической точки зрения, зарегистрированные партнёрства закрепляли за партнёрами те же права и обязанности, что и браки, в частности, в вопросах наследования.
В сентябре 2000 года правительство внесло в парламент законопроект об однополых браках. Законопроект был поддержан в Палате Представителей — 109 голосами «за» при 33 «против». Сенат одобрил законопроект 19 декабря 2000 года. При этом лишь христианские партии, имевшие 26 из 75 голосов, выступили против него, все остальные партии проголосовали за принятие. Несмотря на то, что с 2006 года правящая коалиция в большинстве своем была представлена партией «Христианско-демократический призыв», не наблюдалось попыток отменить легальный статус однополых браков.
Таким образом, в современном законодательстве статья о браке гласит: «Брак может быть заключен двумя представителями одного или противоположного полов».
Закон вступил в силу 1 апреля 2001 года, и в этот же день 4 однополые пары связали себя узами брака в присутствии официально зарегистрировавшего эти союзы мэра Амстердама Йоба Кохена, который известен своими выступлениями за права ЛГБТ. Сама церемония, став беспрецедентным событием в новейшей истории, освещалось ведущими теле- и радиоканалами страны.
Хотя однополые семьи и могли усыновлять детей ещё с 2001 года, тем не менее до 2006 года действовало ограничение: усыновляться могли лишь дети внутри страны. С 2006 года однополые пары имеют право усыновлять детей из-за границы.
С 2007 года Амстердам проводит политику найма только таких регистраторов, которые не имеют моральных возражений по поводу браков геев и лесбиянок.

## Требования для регистрации брака
Требования к наличию у партнеров регистрации по месту жительства и гражданства одинаковы как для однополых, так и для разнополых браков, а именно хотя бы один из партнеров должен иметь гражданство Нидерландов или вид на жительство в этой стране. Минимальный возраст для вступления в брак — 18 лет или может быть снижен при наличии согласия родителей. Регистрация однополых браков в этой стране не ведет к их автоматическому признанию повсюду за рубежом за исключением стран, признающих однополые браки или союзы.

## Статус однополых браков на Нидерландских Антильских островах

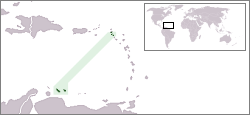
Положение нидерландских Антильских островов на карте мира

Хотя Нидерландские Антильские острова и являются частью Королевства Нидерланды, тем не менее находящиеся на них территории имеют широкую автономию, и однополые браки там не регистрируются. Однако вопрос о том, будут ли признаваться там однополые браки, заключенные в европейской части страны, не получал однозначного ответа долгое время. Так, правительство Арубы долгое время отказывалось их признавать, но однажды судья одного из муниципалитетов острова постановил о признании одного из таких браков, в ответ на это правительство Арубы пыталось опротестовать данное решение. В апреле 2007 года Верховный суд Нидерландов объявил, что однополые браки, зарегистрированные в Нидерландах, должны признаваться на Нидерландских Антильских островах и Арубе.
10 октября 2010 года в результате конституционной реформы Нидерландские Антильские острова прекратили своё существование. Острова Кюрасао и Синт-Мартен стали самоуправляемыми (ассоциированными) государствами в составе Королевства Нидерландов. Острова Бонайре, Саба и Синт-Эстатиус были преобразованы в специальные муниципалитеты Королевства Нидерландов (Карибские Нидерланды), которые должны полностью подчиняться законодательству Королевства Нидерландов. С 10 октября 2012 года на островах Бонайре, Синт-Эстатиус и Саба однополые браки уже разрешены. В ближайшее время Нидерланды хотят ввести разрешение на однополые браки и на ассоциированном государстве Синт-Мартене.
В 2016 году на Арубе, который является ассоциированным государством в составе Королевства Нидерландов, ввели закон о зарегистрированных партнёрствах.

## Общественная реакция

### Поддержка
Мэри Энн Тус, одна из первых женщин, вступивших в однополый брак: «Мы ничем не отличаемся от остальных людей, если вы встретите нас на улице, то просто пройдете мимо, не заметив никаких странностей. В наших отношениях с Хелен вряд ли что-то изменится — за исключением того, что отныне мы имеем полное право называть друг друга моя супруга».
Мэр Амстердама: «Теперь в нашей стране возможны браки между двумя мужчинами и двумя женщинами, и это замечательно».
Отто Хус (нидерл. Otto Hoes), пресс-атташе группы по защите прав гомосексуалов СОС в интервью агентству Реутерс: «Это историческое событие, это фантастика. Мы стали первой страной в мире, где не делают различий на основании пола».

### Оппозиция
Главным образом, закону противятся фундаменталистские религиозные группы, в частности Католическая церковь Голландии. После вступления в силу закона Протестантская церковь Нидерландов позволила церквям на местном уровне самостоятельно решать вопрос, благословлять или нет такие союзы во имя любви и веры, и в настоящее время многие церкви проводят церемонии благословения. С 2002 года Голландская старокатолическая церковь венчает однополые пары.
Все местные муниципалитеты обязаны проводить гражданские однополые браки. Тем не менее, в случае, если в рабочем договоре, составленном до вступления в силу закона, эта обязанность не прописана, клерк имеет право отказаться регистрировать брак без риска увольнения.

## Статистика
Согласно отчёту Центрального бюро статистики Нидерландов, в первые два года существования однополых браков мужские пары чаще вступали в брак, однако с 2003 года наблюдается обратная тенденция. Так, в 2015 году было заключено 765 браков между двумя женщинами и 644 — между двумя мужчинами. До 2011 года было заключено около 15 тысяч однополых браков.
С увеличением числа однополых пар, состоящих в браке, также увеличивается и число разводов. Начиная с 2011 года ежегодно распадаются около 200 браков между двумя женщинами и около 100 браков между двумя мужчинами. Согласно представленным данным, из всех заключённых в 2005 году браков в течение 10 следующих лет разводом закончились около 30 % браков между двумя женщинами и около 15 % браков между двумя мужчинами. Этот показатель для разнополых браков составляет 18 %.
| Число зарегистрированных однополых браков 2001—2018 в Нидерландах 250 500 750 1000 1250 1500 2001 2002 2003 2004 2005 2006 2007 2008 2009 2010 2011 2012 2013 2014 2015 2016 2017 2018 - мужские пары - женские пары |

Однополые новобрачные, как правило, старше разнополых. Так, средний возраст вступающих в однополый брак мужчин составляет 43 года, женщин — 39 лет. Для сравнения: в разнополом браке средний возраст жениха составляет 37 лет и средний возраст невесты — 34 года. Кроме того, у однополых супругов наблюдается несколько бо́льшая разница в возрасте, чем у разнополых, а также в мужских парах — большая, чем в женских.
| Возраст лиц, вступающих в брак в 2015 (отдельно по однополым и разнополым бракам) 10 20 30 40 50 мужчины (одноп. брак) женщины (одноп. брак) мужчины (разноп. брак) женщины (разноп. брак) - до 25 лет - 25-35 лет - 35-45 лет - 45-55 лет - от 55 лет |

На 1 января 2005 года в Нидерландах насчитывалось почти 53 тысячи однополых пар. Десять лет назад было менее 39 тысяч. Число мужских пар (29 тысяч) превышало число женских (24 тысячи). Несмотря на резкое увеличение, однополые пары составляли чуть более 1 % от общего числа живущих вместе пар. Из них почти четверть состояла в браке или зарегистрированном партнёрстве. Около 9 % однополых пар имели детей, живущих с ними. Эти дети частично от предыдущих отношений. Лишь 1 % мужских пар воспитывали детей по сравнению с более чем 18 % женских пар.